# Marosillye község
Marosillye község (románul: Comuna Ilia) község Hunyad megyében, Romániában. Központja Marosillye, beosztott falvai Briznik, Bácsfalva, Dumbravica, Kulyes, Marosbrettye, Szakamás, Szirb, Valealunga.

## Népessége
A 2011-es népszámlálás adatai alapján a község népessége 3662 fő volt.